# اوراک (باشقیرستان)
اوراک (انگلیسی: Urak, Republic of Bashkortostan) یک شهرک در شهرستان کیگینسکی استان باشقیرستان کشور روسیه است.